# Coppa Latina 1959 (hockey su pista)
La Coppa Latina 1959 è stata la 4ª edizione dell'omonima competizione europea di hockey su pista riservata alle squadre nazionali. Il torneo ha avuto luogo dal 12 al 14 novembre 1959.
La vittoria finale è andata alla nazionale del Portogallo che si è aggiudicata il torneo per la seconda volta nella sua storia.

## Formula
La Coppa Latina 1959 vede la partecipazione delle nazionali della Francia, dell'Italia, del Portogallo e della Spagna. La manifestazione fu organizzata con un girone all'italiana, con gare di sola andata di 3 giornate: erano assegnati due punti per l'incontro vinto, un punto a testa per l'incontro pareggiato e zero la sconfitta. Al termine del torneo la squadra prima classificata venne proclamata vincitrice della coppa.

## Risultati
| Squadra    | Pt | G | V | N | P | GF | GS | DG  |
| ---------- | -- | - | - | - | - | -- | -- | --- |
| Portogallo | 6  | 3 | 3 | 0 | 0 | 23 | 3  | +20 |
| Spagna     | 4  | 3 | 2 | 0 | 1 | 16 | 7  | +9  |
| Italia     | 2  | 3 | 1 | 0 | 2 | 11 | 9  | +2  |
| Francia    | 0  | 3 | 0 | 0 | 3 | 1  | 32 | -31 |

| Lisbona 12 novembre 1959 | Francia | 1 – 8 | Italia |  |

| Lisbona 12 novembre 1959 | Portogallo | 6 – 1 | Spagna |  |

| Lisbona 13 novembre 1959 | Francia | 0 – 12 | Portogallo |  |

| Lisbona 13 novembre 1959 | Italia | 1 – 3 | Spagna |  |

| Lisbona 14 novembre 1959 | Francia | 0 – 12 | Spagna |  |

| Lisbona 14 novembre 1959 | Italia | 2 – 5 | Portogallo |  |